# (5284) Orsiloque
(5284) Orsiloque, désignation internationale (5284) Orsilocus, est un astéroïde troyen jovien.

## Description
(5284) Orsiloque est un astéroïde troyen jovien, camp grec, c'est-à-dire situé au point de Lagrange L4 du système Soleil-Jupiter. Il présente une orbite caractérisée par un demi-grand axe de 5,223 UA, une excentricité de 0,083 et une inclinaison de 20,2° par rapport à l'écliptique.
Il est nommé en référence au personnage de la mythologie grecque Ortiloque, acteur du conflit légendaire de la guerre de Troie.

## Compléments